# Joppolo Giancaxio
Joppolo Giancaxio es una comuna siciliana, en la provincia de Agrigento.

## Evolución demográfica

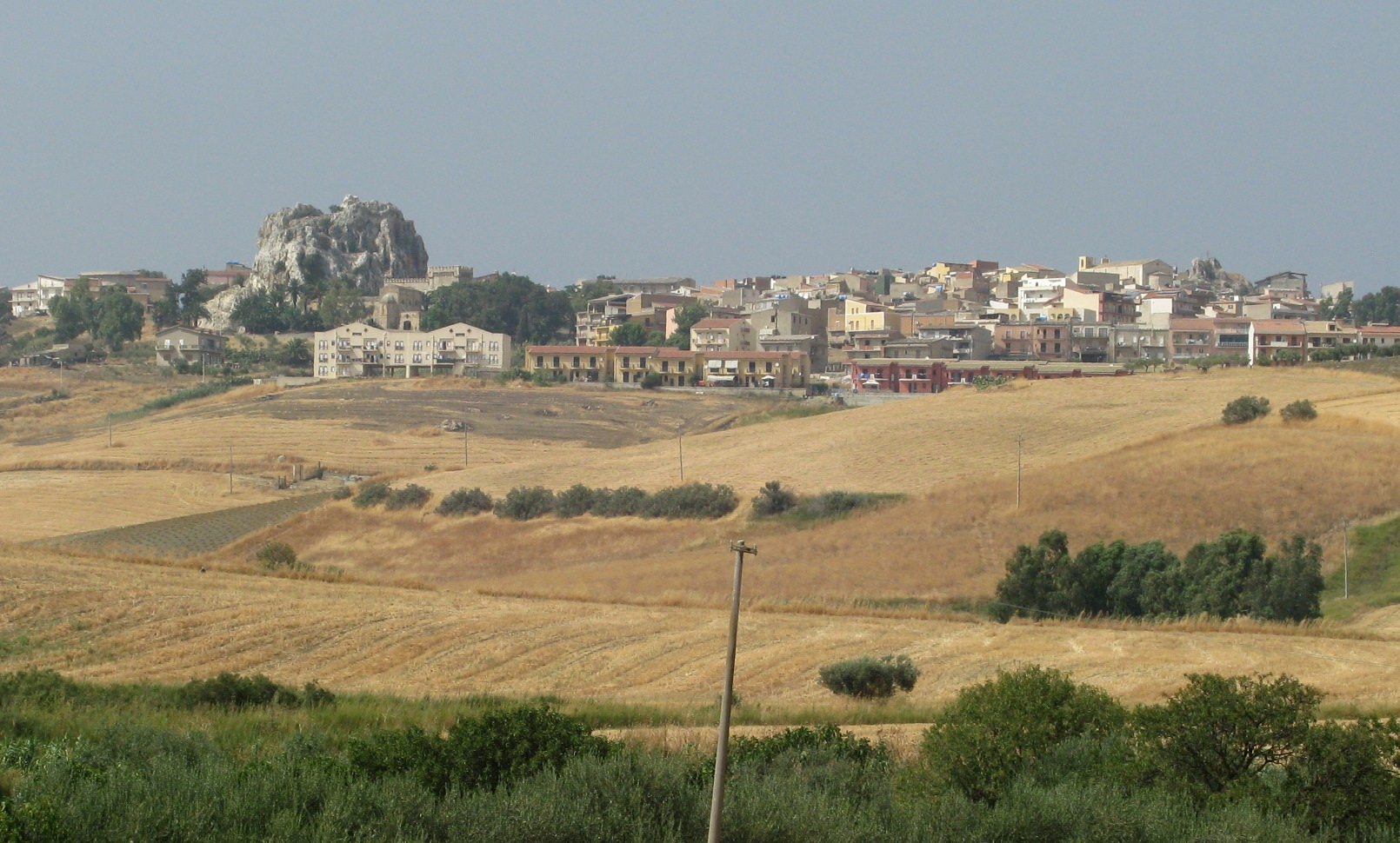
Joppolo Giancaxio.

| Gráfica de evolución demográfica de Joppolo Giancaxio entre 1861 y 2001 |
|                                                                         |
| Fuente ISTAT - elaboración gráfica de Wikipedia                         |

- Datos: Q431674
- Multimedia: Joppolo Giancaxio / Q431674

1. ↑  Worldpostalcodes.org, código postal n.º 92010.
2. ↑  «Codici Catastali». Comuni-italiani.it (en italiano). Consultado el 29 de abril de 2017.